# ヴァイオリン協奏曲第2番 (モーツァルト)
ヴァイオリン協奏曲第2番 ニ長調 K. 211 は、ヴォルフガング・アマデウス・モーツァルトが1775年に作曲した2番目のヴァイオリン協奏曲。

## 概要
本作は1775年の6月14日にザルツブルクで完成されたもので、誰の奏者のために作られたかは不明だが、おそらく自身が演奏するために、もしくはアントニオ・ブルネッティのために作曲されたものと考えられる。
また、本作は前作の第1番とは打って変わってフランス風のギャラント様式が強く打ち出されている作品であり、以後のモーツァルトのヴァイオリン協奏曲の作風を決定づける役割を担った作品である。ヴァイオリンの活躍が目を引くこの作品では、当時のフランス音楽の様々な特徴が同化されており、そこでは管弦楽の役割が単純化された結果として、明快な表現効果が実現されていることなども見出すことができる。
楽譜は第1番と同じくベルリン州立図書館に保管されている。

## 楽器編成
ヴァイオリン独奏、オーボエ2、ホルン2、弦五部。

## 構成
全3楽章、演奏時間は約20分。
- 第1楽章 アレグロ・モデラート
ニ長調、4分の4拍子。協奏曲風ソナタ形式。
お使いのブラウザーでは、音声再生がサポートされていません。音声ファイルをダウンロードをお試しください。

- 第2楽章 アンダンテ
ト長調、4分の3拍子。ソナタ形式。
お使いのブラウザーでは、音声再生がサポートされていません。音声ファイルをダウンロードをお試しください。
曲の中で、フランス音楽の影響が著しい。

- 第3楽章 ロンドー：アレグロ
ニ長調、4分の3拍子。ロンド形式。
お使いのブラウザーでは、音声再生がサポートされていません。音声ファイルをダウンロードをお試しください。

## 参考資料
- 『作曲家別名曲解説ライブラリー13 モーツァルトI』 音楽之友社,1993年
- 『モーツァルト 名曲大全』 音楽之友社,2006年